# Bobby Mason
Robert Henry „Bobby“ Mason (* 22. März 1936 in Tipton) ist ein ehemaliger englischer Fußballspieler. Der Halbstürmer gewann in den Jahren 1958 und 1959 mit den Wolverhampton Wanderers die englische Meisterschaft und war in der Saison 1959/60 im Europapokal der Landesmeister bester Torschütze seines Vereins.

## Sportliche Laufbahn
Mason verbrachte bereits seine Jugendzeit bei den Wolverhampton Wanderers und wurde 18-jährig in den Profibereich übernommen. Seine ersten sportlichen Meriten erarbeitete sich der agile und stets in Bewegung befindliche Halbstürmer in den Nachwuchs- und Ersatzmannschaften, wozu vor allem 1954 der Weg ins Finale des FA Youth Cups zählte, das wiederum nach Hin- und Rückspiel gegen den damaligen Seriensieger Manchester United nur knapp mit 4:5 verloren ging. Dazu gewann er mit der Reserveelf in den Jahren 1953 und 1958 die Central League.
Die Einsätze in der ersten Mannschaft waren zunächst nur sporadisch. Am 5. November 1955 gab Mason gegen Luton Town in einem Ligaspiel hier sein Debüt, das aber mit einer deftigen 1:5-Niederlage endete und bis November 1956 der vorerst letzte Pflichtspielauftritt war. Erst der Weggang von Dennis Wilshaw zu Stoke City zum Ende des Jahres 1957 sorgte für Masons Sprung in die Profimannschaft. Dieser nutzte seine Chance, erzielte in den restlichen Partien der Saison 1957/58 zehn Treffer in Liga- und Pokalspielen und gewann die englische Meisterschaft. Auch zur Titelverteidigung im Jahr darauf steuerte er mit 13 Toren einen nicht unerheblichen Teil bei. Die höchste Torausbeute gelang ihm in der Spielzeit 1959/60, als er in den heimischen Wettbewerben gleich 15-mal traf und mit vier Toren im Europapokal der Landesmeister bester Torschütze der „Wolves“ war. Den dritten Meistertitel verpasste er mit seinem Team hinter dem FC Burnley nur knapp. „Entschädigung“ bot 1960 der Gewinn des FA Cups, wenngleich der Pokalwettbewerb für Mason persönlich enttäuschend endete, da er zwar vor dem Finale alle Runden absolviert hatte, im Finale aber überraschend von Barry Stobart vertreten wurde.
Nach zwei weiteren Spielzeiten mit eher bescheidenen Torerfolgen verließ Mason im Juni 1962 die Wolves in Richtung Chelmsford City, das in der niederklassigen Southern League aktiv war. Ein Jahr später kehrte er kurzzeitig in den Profibereich zurück, bestritt eine torlose Saison 1963/64 für den Zweitligisten Leyton Orient und ließ bis 1965 bei Poole Town seine aktive Laufbahn ausklingen. Nach seinem Rücktritt kehrte er dem Fußball den Rücken und ließ sich zunächst im südlichen Christchurch und später im zentralenglischen Swadlincote nieder.

## Erfolge/Titel
- Englische Meisterschaft: 1958, 1959
- Englischer Pokal: 1960
- Charity Shield: 1959